# PayPal
PayPal (americká výslovnost [ˈpeɪˌpæl]IPA) je americká finanční technologická společnost provozující finanční služby v podobě internetového platebního systému. Umožňuje přesuny peněz mezi účty PayPalu, které jsou identifikovány e-mailovými adresami. Každý účet je propojen s jednou nebo více platebními kartami. Platební karta (např. VISA nebo MasterCard) musí mít povolené internetové platby (ale nemusí být embosovaná). Alternativou je platit těmito kartami přímo na internetu (tím je ovšem zvýšeno riziko podvodu, protože je nutno zadat informace o platební kartě přímo cílovému subjektu).
Společnost byla založena v roce 1998 jako Confinity. V roce 2002 učinila veřejnou nabídku a v témže roce ji zakoupila firma eBay. V roce 2014 společnost oznámila záměr se vyčlenit do nezávislé společnosti, k čemuž došlo v roce 2015.

## Použití
Systém PayPal umožňuje mít nastavenu i českou korunu jako primární měnu. Při platbě v jiné měně je částka přepočítána podle aktuálního kurzu. 

PayPal účty s přiřazeným bankovním účtem nebo platební kartou
Při přiřazování bankovního účtu nebo platební karty je nutno zadat PayPalu potřebné informace. PayPal si z příslušného bankovního účtu poté buď přímo (v případě přiřazení bankovního účtu) nebo přes platební kartu (v případě přiřazení platební karty) strhne drobnou částku (v případě účtu v CZK je to 50 Kč). Tato částka je vrácena jako bonus při prvním převodu peněz přes PayPal. Na výpisu z účtu je u této položky uveden čtyřmístný kód, jehož zadáním na webových stránkách PayPalu je provedena aktivace příslušného bankovního účtu nebo platební karty. Při následných transakcích přes Internet je odpovídající částka stržena buď ze zůstatku na PayPal účtu nebo z příslušného bankovního účtu buď přímo nebo přes platební kartu.
Příjemce platby obdrží peníze do svého PayPal účtu, který je propojen s jeho bankovním účtem.

PayPal účty bez přiřazeného bankovního účtu i bez platební karty
PayPal má pro takovéto osobní účty omezení. Zmiňují se omezení plateb 2500 Kč měsíčně a celkové roční omezení plateb 2500 EUR. Konkrétní výše omezujících limitů by měla být zobrazitelná po přihlášení k osobnímu PayPal účtu odkazem vedle aktuálního zůstatku peněz na účtu. Pokud se Vám limity nezobrazují informujte se o nich na zákaznické podpoře PayPalu například přes Centrum zpráv. Počítejte s angličtinou jak v případě čtení a psaní zpráv tak i v případě pokud se rozhodnete pro telefonický kontakt. Pokud angličtinu moc nezvládáte tak se obraťte na někoho z rodiny nebo na nějakého známého kdo angličtinu zvládá a bude ochoten Vám s komunikací vůči zákaznické podpoře PayPalu pomoci.
U obchodníků s tímto PayPal účtem se platí jen z aktuálního zůstatku na něm. Je tedy vhodné si před provedením platby ověřit zda je na PayPal účtu dostatečný zůstatek.
Zůstatek na takovém PayPal účtu je možné doplňovat s dodržením příslušných limitů, a to bankovním příkazem z osobního bankovního účtu vedeného u některé banky na stejné jméno a adresu bydliště jako je uvedeno v PayPal účtu. Poštovní složenku na převod peněz nelze pro tento účel použít. Bankovní příkaz lze provést buď z elektronického bankovnictví (ať už z PC nebo mobilu, tabletu apod.) nebo osobně zadáním bankovního příkazu buď na pobočce nebo přes bankomat/transakční terminál své banky. Číslo účtu, kód banky a ID převodu, které se v rámci bankovního příkazu uvádí v poznámce pro příjemce, lze získat po přihlášení k osobnímu PayPal účtu přes volby Peněženka -> Převést peníze -> Přidat peníze k zůstatku. Jakmile PayPal převede peníze na příslušný PayPal účet, pošle na e-mail zaregistrovaný v PayPal účtu zprávu o úspěšném dokončení převodu. Převod z hlediska banky obvykle trvá jen několik minut, ale než se peníze dostanou na cílový PayPal účet může to trvat i déle. Raději počítejte s 1 až 2 pracovními dny.
Tento způsob používání PayPal účtu je maximálně bezpečný. Uživatel ze svého bankovního účtu neprovádí žádné zahraniční převody, protože bankovní účet PayPalu, na který se posílají peníze k doplnění zůstatku na osobním PayPal účtu je v české pobočce Unicredit bank. Uživatel takového PayPal účtu neposkytuje obchodníkům žádnou možnost brát peníze z bankovního účtu ani přímo ani přes platební kartu. I kdyby někdo hacknul příslušný PayPal účet tak získá jen ten zůstatek co tam aktuálně bude, ale nemá šanci čerpat peníze z bankovního účtu ani přímo ani přes platební kartu, protože k tomu PayPal účtu přiřazené nejsou.

## Výhody
Transakce jsou zpoplatněné pro kupujícího v případě, že převod peněz mezi dvěma osobami nevyužívá platební karty (peníze již před transakcí byly na účtu PayPal). V ostatních případech (prodejce nebo převod peněz z platební karty druhé osobě) si PayPal nestrhává za transakci poplatek. Tímto způsobem je možno posílat nebo obdržet peníze z 203 zemí ve 26 měnách, aniž by si jednotlivec nebo firma museli otevírat bankovní účet v té které měně nebo platit své bance poplatky za mezinárodní bankovní převody. PayPal zároveň pracuje jako další bezpečnostní zóna na ochranu účtu.

## Kritika[zdroj⁠?!]
Na podzim roku 2020 zavedl PayPal platby za neaktivní účty, čímž si vysloužil kritiku uživatelů.[zdroj⁠?!]